# Cattedrale di Nostra Signora del Rosario (Calcutta)
La cattedrale di Nostra Signora del Rosario (in inglese: Cathedral of the Most Holy Rosary) è la cattedrale dell'arcidiocesi di Calcutta e si trova nella città di Calcutta, in India.
La chiesa è stata fondata dagli agostiniani nel 1797 e fu il centro del Padroado a Calcutta fino al 1834, quando divenne la prima chiesa parrocchiale del neo-eretto vicariato apostolico del Bengala.